# ケヴィン・オルテガ
- ケビン・オルテガ

ケヴィン・オルテガ・ピメンテル（西: Kevin Ortega Pimentel、1992年3月26日 - ）は、ペルー・カヤオ出身のサッカー審判員。
ペルーサッカー連盟では最年少の審判の1人である。
本業はペルー政府の税務監督庁 (SUNAT) 職員（2014年から2015年まで）。

## 来歴
2015年5月12日、弱冠23歳でペルーのトップカテゴリーであるプリメーラ・ディビシオンのウニオン・コメルシオ対アリアンサ・アトレティコ戦で審判員としてデビュー。試合内でイエローカードを2枚提示した。
2019年から国際サッカー連盟 (FIFA) の国際審判員リストに掲載され、FIFA及び南米サッカー連盟 (CONMEBOL) 主管試合での審判活動を開始した。
2019年3月、南米U-17サッカー選手権大会のアルゼンチン対コロンビアの試合で国際試合デビューを果たした。同年11月、エクアドルとトリニダード・トバゴの親善試合で初めてフル代表の国際親善試合の主審を務めた。
CONMEBOL主催のクラブ選手権であるコパ・リベルタドーレスおよびコパ・スダメリカーナでも主審を務めている。2022年5月4日にボリビアのエスタディオ・エルナンド・シレスで行われたコパ・リベルタドーレス2022グループE・クルブ・オールウェイズ・レディ（ボリビア）対ボカ・ジュニアーズ（アルゼンチン）の試合ではエドゥアルド・サルビオのPKが決勝点となって0-1でボカが勝利したが、このときのPKの判定が物議を醸し、ボリビアの警察が審判員控え室を捜索し、試合前に審判団に渡されたボカのシャツを押収する騒動となった。オールウェイズ・レディ側は、オルテガがそれを利用した（≒賄賂の疑いがある）と非難したが、ボカ側は、シャツのプレゼントは一般的なものであるとこれに反論した。
2021年、FIFAはオルテガを2020年東京オリンピックサッカー男子の審判の一人に選出し、準決勝を含む3試合を担当。 2022年5月19日には、FIFAが2022 FIFAワールドカップの審判リストを発表し、副審のマイケル・オルエとヘスス・サンチェスと共にオルテガを審判（主審）候補に選出した。